# پنجمین جشن سینمای ایران
پنجمین دوره جشن خانه سینمای ایران در تاریخ بیست‌ویکم شهریور ماه ۱۳۸۰ برگزار شد.

## تعداد نامزدها و برنده‌ها
فیلمهایی که در چند رشته کاندیدای دریافت تندیس بودند:
| سگ‌کشی             | ۱۶ |
| باران             | ۱۲ |
| دایره             | ۸  |
| موج مرده          | ۷  |
| شب یلدا           | ۷  |
| مریم مقدس         | ۶  |
| آواز قو           | ۵  |
| مسافر ری          | ۵  |
| بچه‌های نفت        | ۵  |
| قطعه ناتمام       | ۴  |
| آب و آتش          | ۴  |
| زیر نور ماه       | ۳  |
| نیمه پنهان        | ۳  |
| ترکش‌های صلح       | ۳  |
| دختری به نام تندر | ۳  |
| پارتی             | ۳  |

فیلمهایی که موفق به دریافت چند تندیس شدند:
| دایره       | ۳ |
| سگ‌کشی       | ۲ |
| باران       | ۲ |
| قطعه ناتمام | ۲ |
| آب و آتش    | ۲ |
| موج مرده    | ۲ |
| بچه‌های نفت  | ۲ |

## جوایز[۱][۲][۳]
| تندیس بهترين فيلم - جعفر پناهی – دایره - مؤسسه فرهنگ تماشا – شب یلدا - بهرام بیضایی – سگ‌کشی - محمدحسین فرح‌بخش، عبدالله علیخانی – آواز قو - مجید مجیدی، فؤاد نحاس – باران - منوچهر محمدی – زیر نور ماه | فیلم برگزیده انجمن منتقدان و نویسندگان سینمایی ایران - جعفر پناهی – دایره - کیومرث پوراحمد – شب یلدا - مجید مجیدی – باران - رضا میرکریمی – زیر نور ماه - بهرام بیضایی – سگ‌کشی                                                                                        |
| تندیس بهترين کارگردانی - بهرام بیضایی – سگ‌کشی - کیومرث پوراحمد – شب یلدا - مجید مجیدی – باران - مازیار میری – قطعه ناتمام - جعفر پناهی – دایره                                                        | تندیس بهترين فیلمنامه - کامبوزیا پرتوی – قطعه ناتمام - کیومرث پوراحمد – شب یلدا - مجید مجیدی – باران - بهرام بیضایی – سگ‌کشی - کامبوزیا پرتوی – دایره |
| تندیس بهترين بازیگر زن - لیلا حاتمی – آب و آتش - نیکی کریمی – نیمه پنهان - مژده شمسایی – سگ‌کشی - آزیتا حاجیان – موج مرده - فرشته صدرعرفایی – دایره                                                    | تندیس بهترين بازیگر مرد - محمدرضا فروتن – شب یلدا - بهرام رادان – آواز قو - علی مصفا – پارتی - پرویز پورحسینی – مریم مقدس - پرویز پرستویی – موج مرده |
| تندیس بهترين بازیگر زن نقش مکمل - پوپک گلدره – موج مرده - آفرین عبیسی – نیمه پنهان - یاسمین ملک‌نصر – هزاران زن مثل من - آذر خسروی – بچه‌های نفت - فاطمه نقوی – دایره                                   | تندیس بهترين بازیگر مرد نقش مکمل - آتیلا پسیانی – آب و آتش - رضا ناجی – باران - مهران رجبی – زیر نور ماه - داریوش ارجمند – سگ‌کشی - جمشید هاشم‌پور – مسافر ری |
| تندیس بهترين فيلمبرداری - بهرام بدخشانی – دایره - محمد داوودی – باران - رسول احدی – ترکش‌های صلح - اصغر رفیعی‌جم – سگ‌کشی - عزیز ساعتی – مسافر ری                                                        | تندیس بهترين تدوین - بهرام دهقان – بچه‌های نفت - محمدرضا مویینی – آواز قو - حسن حسندوست – باران - عباس گنجوی – ترکش‌های صلح - بهرام بیضایی – سگ‌کشی |
| تندیس بهترين موسیقی متن - احمد پژمان – باران - صبا خضوعی، وارطان ساهاکیان – سگ‌کشی - محمدرضا درویشی – قطعه ناتمام - مجید انتظامی – مریم مقدس - محمدرضا علیقلی – موج مرده                               | تندیس بهترين چهره‌پردازی - جلال‌الدین معیریان – مریم مقدس - عبدالله اسکندری – دختری به نام تندر - فرهنگ معیری – سگ‌کشی - عبدالله اسکندری – مسافر ری - سید محسن موسوی – بچه‌های نفت                                                                                       |
| تندیس بهترین طراحی صحنه - ایرج رامین‌فر – سگ‌کشی - پروین صفری – پارتی - مصطفی آل‌احمد – ترکش‌های صلح - عبدالحمید قدیریان – مریم مقدس - محسن شاه‌ابراهیمی، امیر اثباتی – مسافر ری                           | تندیس بهترین طراحی لباس - محسن شاه‌ابراهیمی، امیر اثباتی – مسافر ری - پروین صفری – پارتی - ملک‌جهان خزاعی – دختری به نام تندر - ایرج رامین‌فر – سگ‌کشی - عبدالحمید قدیریان – مریم مقدس                                                                                   |
| تندیس بهترین صدابرداری - اصغر شاهوردی – موج مرده - یدالله نجفی – باران - جهانگیر میرشکاری، مهران ملکوتی – سگ‌کشی - پرویز آبنار – هزاران زن مثل من - عباس رستگارپور – خوب می‌رونی کاکو                   | تندیس بهترین صداگذاری و میکس - محمدرضا دلپاک – باران - مسعود بهنام – شب یلدا - فریدون خوشابافرد – آواز قو - امیرحسین قاسمی – سگ‌کشی - اسحاق خانزادی – مریم مقدس |
| تندیس بهترین جلوه‌های ویژه - محمدرضا شرف‌الدین – خوب می‌رونی کاکو - داود رسولیان – آقای رئیس‌جمهور - محسن روزبهانی – باران - جواد شریفی‌راد – موج مرده                                                     | تندیس بهترین کیفیت لابراتواری در یک فیلم سینمایی - لابراتوار صدا و سیمای جمهوری اسلامی ایران – همراه باد در دل تنهایی کویر - فیلمساز – شب یلدا - مرکز خدمات سینمایی صنایع فیلم ایران – آواز قو - فیلمساز – باران - لابراتوار صدا و سیمای جمهوری اسلامی ایران – دایره |
| تندیس بهترین نمونه فیلم (آنونس) - سیروس تسلیمی – میکس - حسن ایوبی – آخر بازی - مصطفی خرقه‌پوش – زیر پوست شهر - ایرج حبشی – چریکه هورام - حسین معززی‌نیا – شوکران                                        | تندیس بهترین عنوان‌بندی (تیتراژ) - حمید کریلی – همسر دلخواه من - پیمان بیضایی – سگ‌کشی - نیما بانکی – شب‌های تهران - ابراهیم اصغرزاده – موج مرده |
| تندیس بهترین پوستر (اعلان دیواری) - ایرج رامین‌فر – قطعه ناتمام - حیدر رضایی – آب و آتش - حیدر رضایی – دختری به نام تندر - نغمه افشین‌جاه – بچه‌های نفت - حیدر رضایی – هیوا                              | تندیس بهترین عکس فیلم - سیامک زمردی‌مطلق – بچه‌های نفت - غوغا بیات – نیمه پنهان - غوغا بیات – آب و آتش - مجید صباغ‌بهروز – از کنار هم می‌گذریم - شاهرخ سخایی – سگ‌کشی |
| تندیس بهترین فیلم کوتاه داستانی - شاهد احمدلو – سینما سگ - علی‌محمد قاسمی – بیگانه و بومی - محمد شیروانی – گیلاس‌هایی که کمپوت شد - مهدی بوستانی – محکوم - مهشید افشارزاده – موریانه                    | تندیس بهترین فیلم مستند - ابراهیم اصغرزاده – شناسایی - سعید تارازی – مثل همه انسان‌ها - ارد عطارپور – پرنیان - پیروز کلانتری – زندگی همین است - ارد زند – مدرسه در دست بچه‌ها - مازیار بهاری – نقاشی کن                                                                |
| تندیس بهترین فیلم انیمیشن - فرشید شفیعی – ماشین بابام - بهروز یغماییان، شهارم خوارزمی – زندگی حضرت ابراهیم - عبدالله علیمراد – بهادر - وحید بصریان – سه قطره خون                                      | |